# Paweł Rychlik
Paweł Piotr Rychlik (ur. 16 grudnia 1986 w Wieluniu) – polski samorządowiec, farmaceuta i polityk, poseł na Sejm VIII, IX i X kadencji.

## Życiorys
Wychowywał się w Wieluniu. W 2013 ukończył studia farmaceutyczne na Uniwersytecie Medycznym im. Karola Marcinkowskiego w Poznaniu. Pracował następnie w jednej z aptek w Wieluniu.
Został członkiem Prawa i Sprawiedliwości, objął funkcję jego przewodniczącego w gminie Wieluń, a w 2015 – w powiecie wieluńskim. W 2010 bez powodzenia kandydował do rady gminy Wieluń, zaś w 2014 został wybrany na radnego powiatu wieluńskiego. W 2015 bez powodzenia kandydował z 11. miejsca listy PiS do Sejmu w okręgu sieradzkim, otrzymując 8499 głosów i zajmując ósme miejsce wśród kandydatów swojej partii, której przypadło w tym okręgu siedem miejsc w Sejmie. W 2018 kandydował na stanowisko burmistrza Wielunia, przechodząc do drugiej tury, w której uzyskał 23,57% głosów i przegrał z Pawłem Okrasą. Uzyskał wówczas natomiast mandat w tamtejszej radzie miejskiej.
W listopadzie 2018 uzyskał możliwość objęcia mandatu posła po wybranym na marszałka województwa łódzkiego Grzegorzu Schreiberze, na co wyraził zgodę. Złożył ślubowanie 5 grudnia 2018.
W wyborach w 2019 z powodzeniem ubiegał się o poselską reelekcję, otrzymując 25 246 głosów. W wyborach w 2023 utrzymał mandat na kolejną kadencję, zdobywając 27 361 głosów.